# Природен ресурс
Природните ресурси се срещат естествено в околната среда, която е сравнително непокътната от човечеството, в естествена форма. Природните ресурси често се характеризират с голямо биоразнообразие, съществуващо в различни екосистеми. Сред природните ресурси са земята, въздуха, водата, храната, минералите, материалите, растения, животни и метали.
Естествените ресурси се извличат от околната среда. За сега това се ограничава до Земята, все пак съществува теоретичната възможност за тяхното извличане извън планетата, като например от астероиден пояс. Много от тях са от съществено значение за нашето оцеляване, но други са използвани за задоволяване на непървостепенни нужди на хората.
Природните ресурси не са разпределени равномерно по цялата планета. Например, по-голямата част от световните петролни ресурси са съсредоточени в страните от Близкия Изток като Саудитска Арабия, Иран и Ирак.

## Класификация
Съществуват различни методи за класификация на природните ресурси. Може би две от най-популярните класификации са в зависимост от техния произход и в зависимост от тяхната възобновяемост.
По произход природните ресурси се разделят на биотични и абиотични;
Възобновяемостта е широко дискутирана тема и много природни ресурси могат да бъдат категоризирани като възобновяеми или невъзобновяеми:
- Възобновяеми ресурси са тези, които могат да бъдат заменяни естествено. Някои от тези ресурси, като слънчевата светлина, водата, въздуха, вятъра и т.н., са постоянно на разположение и тяхното количество не се влияе чувствително от потреблението от човека. Все пак много от възобновяемите източници нямат такава бърза степен на възстановяване и тези ресурси са податливи на изчерпване от прекомерна употреба. Ресурсите от гледна точка на човешката употреба се класифицират като възобновяеми само дотогава, докато скоростта на заменяне/възстановяване надвишава тази на скоростта на потреблението.
- Невъзстановими ресурси са ресурси, които се формират изключително бавно и, които не се образуват естествено в околната среда. Минералите са най-разпространения ресурс, включен в тази категория. От гледна точка на човека, ресурсите са невъзобновяеми, когато скоростта им на консумация надвишава скоростта на заменяне/възстановяване; добър пример за това са изкопаемите горива, които са в тази категория, тъй като скоростта им на формиране е изключително бавна (потенциално милиони години) и следователно те се считат че не могат да бъдат възстановени. Някои ресурси се изчерпват по естествен път, без човешка намеса, най-забележителен пример за такива ресурси са радио-активните елементи какъвто е уранът, който естествено се разпада до тежки метали. Някои от невъзобновяемите ресурси, като металните минерали могат да бъдат повторно използвани чрез тяхното рециклиране, но други каквито са въглищата и петрола, не могат да се рециклират.

Други класификации разделят природните ресурси според етапа им на развитие (на потенциални и актуални) или спрямо тяхната наличност (на неизчерпаеми и изчерпаеми).